# پایسندورف
پایسندورف (به آلمانی: Piesendorf) یک منطقهٔ مسکونی در اتریش است که در ناحیه تسل آم زه واقع شده‌است. پایسندورف ۵۰٫۹۷ کیلومتر مربع مساحت دارد ۷۸۵ متر بالاتر از سطح دریا واقع شده‌است.